# إبراهام غونزاليس
إبراهام غونزاليس (بالإسبانية: Abraham González Casavantes)‏ هو عسكري وسياسي مكسيكي، ولد في 7 يونيو 1864 في المكسيك، وتوفي في 7 مارس 1913 في نفس البلد. حزبياً، نشط في Partido Nacional Antirreeleccionista ‏.